# Japanocorus
Japanocorus is een kevergeslacht uit de familie van de boktorren (Cerambycidae). De wetenschappelijke naam van het geslacht werd voor het eerst geldig gepubliceerd in 2012 door Danilevsky.

## Soorten
Japanocorus is monotypisch en omvat slechts de volgende soort:
- Japanocorus caeruleipennis (Bates, 1873)